# Охріменко Олександр Вікторович
Олександр Вікторович Охріменко — український військовослужбовець, полковник 14 БрОП Національної гвардії України, учасник російсько-української війни. Лицар ордена Богдана Хмельницького II та III ступенів.

## Життєпис
У 2019 році перший заступник командира і начальник штабу 8-го полку оперативного призначення Національної гвардії України.
У квітні 2023 року його було введено до складу координаційної групи Антитерористичного центру при Управлінні Служби безпеки України у Вінницькій області вже як 	
командира військової частини 3028 Національної гвардії України.
Нині — командир 14-ї бригади оперативного призначення.

## Нагороди
- орден Богдана Хмельницького II ступеня (27 грудня 2022) — за особисту мужність і самовідданість, виявлені у захисті державного суверенітету та територіальної цілісності України, вірність військовій присязі, сумлінне та бездоганне служіння Українському народові[6];
- орден Богдана Хмельницького III ступеня (7 вересня 2022) — за особисту мужність і самовідданість, виявлені у захисті державного суверенітету та територіальної цілісності України, вірність військовій присязі, сумлінне та бездоганне служіння Українському народові[7];
- грамота Козятинської міської ради (25 жовтня 2019) — за мужність і відвагу, проявлені під час виконання військового обов'язку по захисту суверенітету, територіальної цілісності і недоторканості України та з нагоди 25-ї річниці створення військової частини 3028 Національної гвардії України[8].